# Hemerocallidoideae
Las hemerocalidóideas (Hemerocallidoideae) son una subfamilia de plantas monocotiledóneas pertenecientes a la familia Xanthorrhoeaceae sensu lato. Esta subfamilia incluye plantas herbáceas, glabras, perennes, provistas de cortos rizomas y raíces fibrosas o rizomatosas con tubérculos radicales. Las hojas son arrosetadas en la base de la planta, alternas, dísticas, planas, sésiles, simples, linear o lanceoladas, paralelinervadas. Los márgenes de la lámina son enteros. Las flores son leve o acusadamente cigomorfas, hermafroditas y presentan nectarios. Se hallan dispuestas en varios tipos de inflorescencias, tales como cima helicoidal y racimo, en la extremidad de un escapo bracteado. La subfamilia fue reconocida por sistemas de clasificación modernos como el sistema de clasificación APG III (2009) y el APWeb (2001 en adelante).
La subfamilia incluye aproximadamente 85 especies distribuidas en zonas templadas de Europa y Asia, Malasia, India, Madagascar, África y el Pacífico, especialmente Australia y Nueva Zelanda; hasta Sudamérica. Dos de los géneros, Hemerocallis y Phormium, se cultivan como ornamentales en todo el mundo.

## Descripción
Plantas herbáceas, glabras, perennes, provistas de cortos rizomas y raíces fibrosas o rizomatosas con tubérculos radicales. 
Las hojas son arrosetadas en la base de la planta, alternas, dísticas, planas, sésiles, simples, linear o lanceoladas, paralelinervadas. Los márgenes de la lámina son enteros.
Las flores son leve o acusadamente cigomorfas, hermafroditas y presentan nectarios. Se hallan dispuestas en varios tipos de inflorescencias, tales como cima helicoidal y racimo, en la extremidad de un escapo bracteado. 
Presentan 6 tépalos en dos ciclos, los miembros de los dos ciclos son similares entre sí (o bastante diferentes entre sí tanto en color, como en forma y tamaño, en los cultivares modernos de Hemerocallis, por ejemplo). Los tépalos se hallan unidos en su base formando un tubo perigonial, acampanado o con forma de embudo. 
El androceo está formado por 6 estambres, adnatos al tubo perigonial, libres entre sí. Las anteras son dorsifijas, versátiles. La microsporogénesis es simultánea. 
El gineceo es 3-carpelar, el ovario es súpero con un largo estilo y un solo estigma del tipo "húmedo". Presenta numerosos (30-50) óvulos anátropos con placentación axilar por lóculo. 
El fruto es una cápsula loculicida con varias semillas, o también una baya (Dianella). 
Las semillas son endospermadas, subglobosas o prismáticas, de color negro. La testa presenta fitomelaninas.
Los números cromosómicos básicos son X=4 (Agrostocrinum), 8, 9, 11 (Hemerocallis) y 12. 

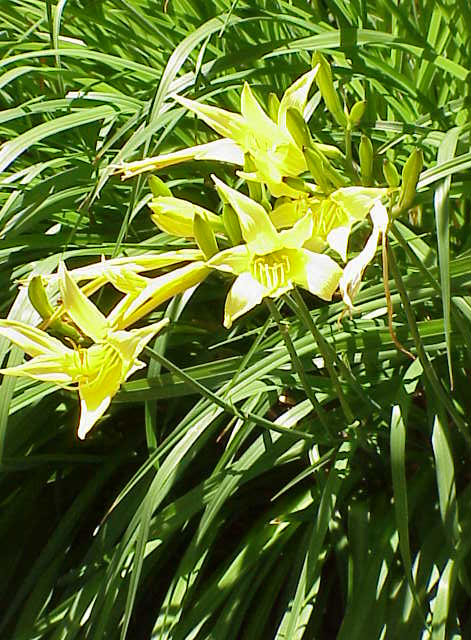
Hemerocallis thunbergii, aspecto general de la planta.

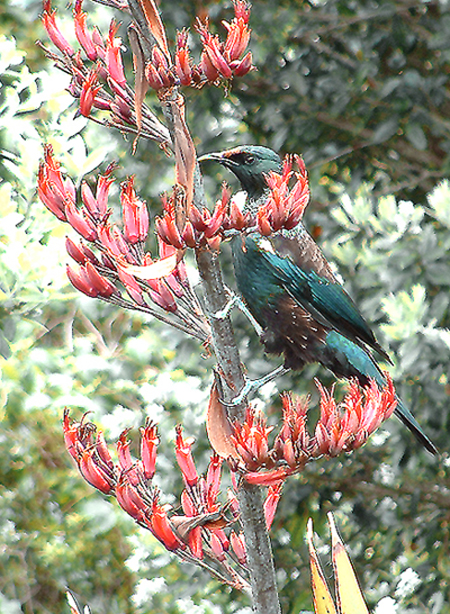
Inflorescencia en Phormium.

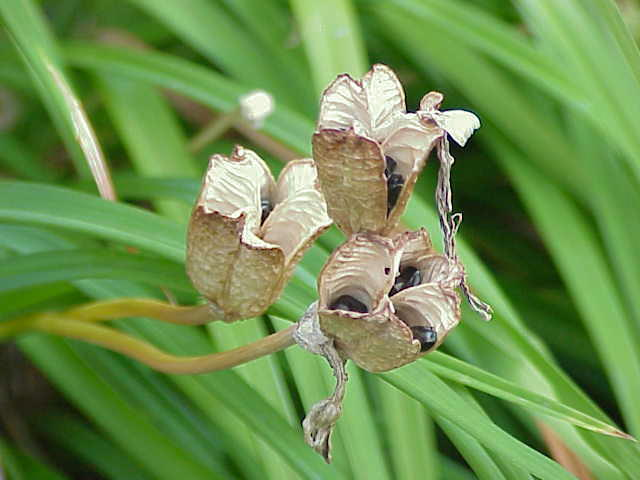
Frutos y semillas de Hemerocallis.

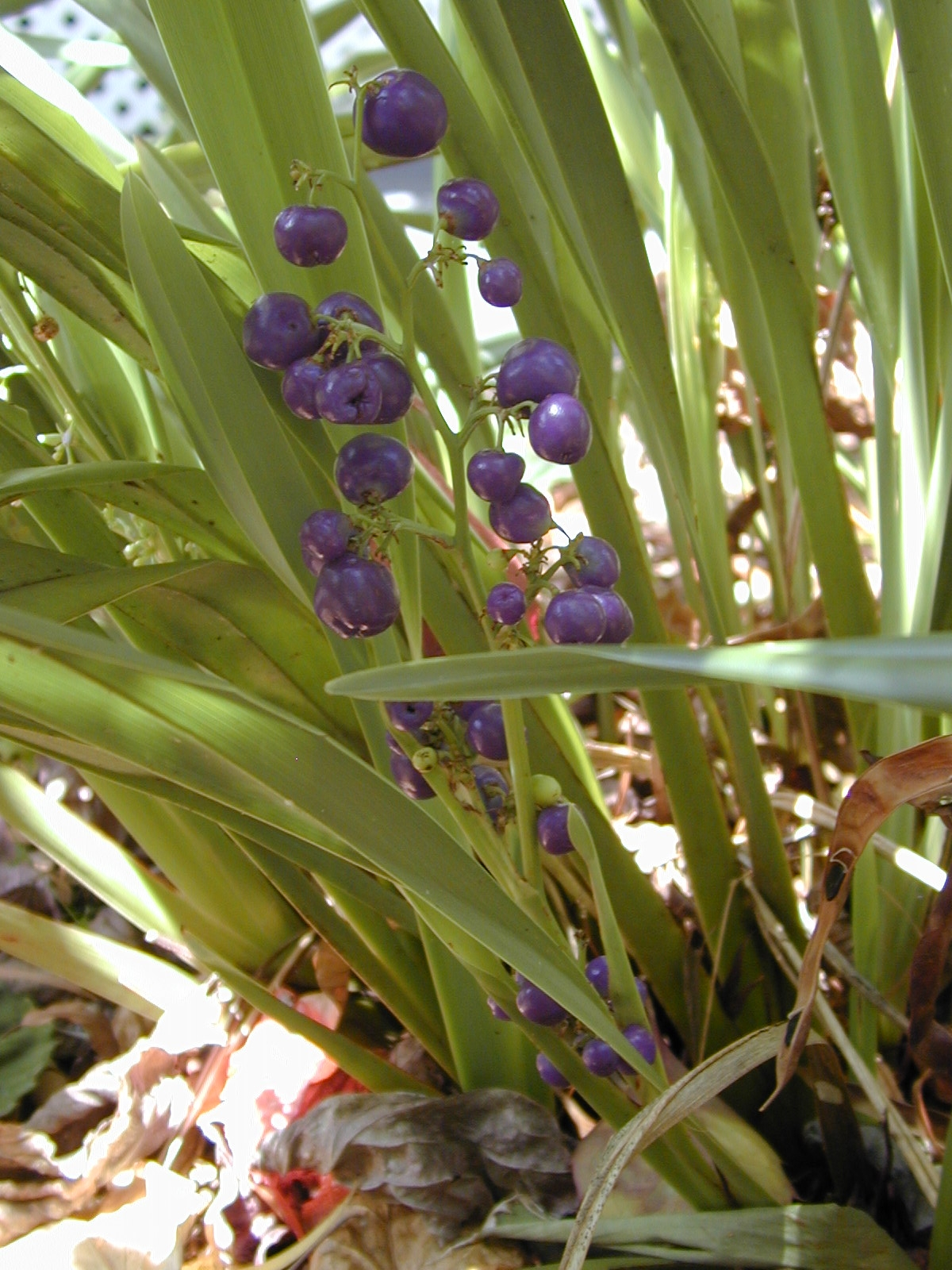
Frutos de Dianella.

## Distribución
Se distribuye en zonas templadas de Europa y Asia, Malasia, India, Madagascar, África y el Pacífico, especialmente Australia y Nueva Zelanda; hasta Sudamérica. 

## Filogenia
Hemerocallidoideae está cercana a Asphodeloideae y Xanthorrhoeoideae, las otras dos subfamilias de las xantorroeáceas en sentido amplio. Las tres subfamilias comparten algunos caracteres comunes, como la presencia de antraquinonas, estiloides, y semillas con cotiledón no fotosintético. Dentro de este clado, ocurre crecimiento secundario anómalo) en Aloe (algunas especies llegando a tamaños enormes), Phormium y Xanthorrhoea. Las tres subfamilias han sido consideradas suficientemente similares como para reunirlas dentro de una misma familia, como es el caso del sistema de clasificación APG III y el APWeb, aunque Stevens en el APWeb (2001 en adelante remarca que la microsporogénesis es variable en este grupo. En Fay et al. (2000) se encuentra fuerte apoyo para este clado. Sin embargo, las relaciones de parentesco dentro de él aún no están esclarecidas. En el análisis de 3 genes de Chase et al. (2000) hay un apoyo moderado para la relación (Xanthorrhoeoideae + Asphodeloideae). Esta relación es la presentada en el APWeb a enero del 2011, sin embargo el apoyo disminuye cuando se incluyen los taxones donde faltan algunas secuencias de genes, véase también Fay et al. 2000). Sin embargo, Devey et al. (2006) encuentran algún apoyo para reunir a Xanthorrhoeoideae con Hemerocallidoideae (véase también Pires et al. 2006), mientras que Chase et al. (2006) sugieren un clado formado por Asphodeloideae + Hemerocallidoideae (pero el muestreo es cuestionado en el APWeb). Con respecto a la morfología, tanto Hemerocallidoideae como Xanthorrhoeoideae tienen ovarios que probablemente son secundariamente súperos, y tienen nectarios septales infraloculares (Rudall 2002, 2003). Rudall (2003) sugiere una relación morfológica cercana entre Hemerocallidoideae y Asphodeloideae, y otra entre Xanthorrhoeoideae e Iridaceae.
El valor de las antraquinonas como carácter taxonómico es apreciado ahora, ya que Asphodeloideae las posee pero anteriormente no había sido ubicada como cercana a las otras dos familias de Xanthorrhoeaceae sensu lato sino a Anthericaceae (con la cual ahora se sabe que está lejanamente relacionada). Fue debido a la presencia de antraquinonas que Asphodeloideae fue ubicada separada de Anthericaceae por Dahlgren et al. (1985), además de que Asphodeloideae tiene microsporogénesis simultánea mientras que Anthericaceae tiene microsporogénesis sucesiva. 
Hemerocallidoideae muchas veces comprendía sólo al género Hemerocallis (Dahlgren et al. 1985), pero ya desde la circunscripción del APG (1998), la familia incluía un gran número de géneros, como Dianella, Johnsonia, y Phormium. Todos estos géneros tienen polen tricotomosulcado, una rareza entre las monocotiledóneas, y los estudios moleculares tempranos (Chase et al. 1995a) fueron críticos en determinar si este carácter era importante para estos géneros (Rudall et al. 1997).

## Taxonomía
La subfamilia fue reconocida por el APG III (2009). La subfamilia ya había sido reconocida por el APG II (2003), que dejaba la opción de segregarla en una familia aparte.

### Historia taxonómica
Tradicionalmente, los géneros que componen esta subfamilia han sido incluidos en la familia Liliaceae, como por ejemplo, en el Sistema de Cronquist. Takhtajan) propuso a «Hemerocallidaceae» como una familia monotípica que incluía solamente a Hemerocallis. Más tarde se propuso con el mismo nombre una segregación de 13 a 18 géneros de Liliaceae, principalmente del hemisferio sur, especialmente Australia. El Grupo para la Filogenia de las Angiospermas (APG, en su publicación de 1998) reconoció a la familia Hemerocallidaceae que incluía un gran número de géneros, como Dianella, Johnsonia, y Phormium. En la publicación del APG II) el reconocimiento de esta familia era opcional: los géneros que la componen podían incluirse tanto dentro de una amplia circunscripción de la familia Xanthorrhoeaceae, como segregarse en una familia separada, Hemerocallidaceae. En el 2009, el APG III sostuvo la primera de estas opciones, es decir, reconoce a las hemerocalidóideas como una subfamilia de las xantorroeáceas.
Géneros:
- Agrostocrinum F.Muell.
- Arnocrinum Endlicher & Lehmann
- Dianella Lamarck
- Eccremis Baker (o Excremis Willd.)
- Geitonoplesium R.Brown
- Hemerocallis L.
- Hensmania W.Fitzg.
- Herpolirion Hook.f.
- Hodgsoniola F.Muell.
- Johnsonia R.Brown
- Pasithea D.Don
- Phormium J.R.Forst. & G.Forst.
- Rhuacophila Blume
- Stypandra R.Br.
- Simethis Kunth
- Stawellia F.Muell.
- Thelionema R.J.F.Hend.
- Tricoryne R.Brown